# أحمد عساف
أحمد محمد عساف (1937 - 26 أبريل 1982) وتُشير إليه بعض المصادر باسم  أحمد محمد عساف البيروتي، هو عالمٌ من علماء بيروت، كان قد وضع عددًا من المؤلفات الإسلامية، وكان إمامًا منفردًا لمسجد عائشة بكار، بالإضافة لعددٍ من المهام والمناصب التي تولاها. كما كان مٌقدم الطريقة الشاذلية اليشرطية في لبنان.

## حياته
وُلد أحمد محمد عساف في بيروت عام 1937 ميلاديًا الموافق 1356 هجريًا، ووالده هو الشيخ محمد عساف ابن الشيخ أحمد ابن الشيخ علي عساف، حيث كان والده قد أسس المدرسة الأزهرية الإسلامية عام 1927، حيث تلقى أحمد فيها تعليمه الابتدائي، ثم انتقل إلى مدرسة الفرير دي لاسال حيث أكمل تعليمه الثانوي، وحصل على شهادة البكالوريوس، ثم تلقى علومه الدينية على يد والده وبعض علماء بيروت، ومنهم أحمد العجوز ومحمد الداعوق ومختار العلايلي وغيرهم. كان أحمد قد عمل مدرسًا لمادة التربية الإسلامية في المدرسة الأزهرية الإسلامية، كما مارس الخطابة والتدريس في مسجد عائشة بكار.
يذكرُ كتاب «نثر الجواهر والدرر في علماء القرن الرابع عشر» أنه بعد وفاة والده عام 1962 كان قد «اجتمع بعض علماء بيروت في منزل والده بعد أربعين يومًا من وفاته برئاسة سماحة المفتي الشيخ محمد علايا. وكان من بينهم سماحة الشيخ مختار العلايلي، وسماحة الشيخ محمد الداعوق، وسماحة الشيخ شفيق يموت، والشيخ أحمد العجوز، والشيخ محمد الغزال وغيرهم. وأجروا له امتحانًا في المواد الدينية والبسوه العمامة، وهنا ابتدأت حياة الشيخ أحمد عساف التي أعطاها كل حياته ووقته.»
كان الشيخ أحمد عسّاف قد أعاد بناء مسجد عائشة بكار، وجعله مركزًا إسلاميًا عريقًا. يذكر كتاب «ثر الجواهر والدرر في علماء القرن الرابع عشر» أيضًا أنَّ «كان من مواقفه التاريخية التركيز على أن المشاركة هي التطبيق العملي للعدالة والمساواة بين المواطنين، وأن مقام الإفتاء في لبنان ركن أساسي من أركان هذا الوطن، والتعرّض له يعتبر مساسًا بوحدة الوطن والمواطنين، وكان الشيخ أحمد عساف يعتبر أن إنشاء المجالس المحلية في بيروت مقدمة لتقسيم العاصمة، وبالتالي تفتيت الوطن إلى دويلات متقاتلة متناحرة، وهذا ما تريده الحركة الصهيونية، ويريده أعداء الوطن، كما كان يؤمن بأنَّ العيش المشترك والانصهار الوطني هما الأساس في بناء الوطن، وأن لبنان لن يكون ممرًا للإلحاد والعلمنة المستوردة، وسيبقى هذا الوطن عربيًا مؤمنًا وسدًا منيعًا في مواجهة أعداء العرب والإسلام، وأن المسلمين لن يتنازلوا عن محاكمهم الشرعية التي هي حصن أحوالهم الشخصية، وأن الزواج المدني مرفوض لما يترتب عليه من تناقض مع أحكام الشريعة الإسلامية، ورفض الزعم القائل بأنه وسيلة لإلغاء الطائفية.»
كان قد تولى عددًا من المهام والمناصب، منها أنه كان إمامًا منفردًا لمسجد عائشة بكار، ورئيس المركز الإسلامي ومؤسسًا له، ورئيس مجلس اتحاد الجمعيات والمؤسسات الإسلامية في بيروت، كما كان رئيسًا لرابطة الشباب الإسلامي المثقف. كما كان مقدم الطريقة الشاذلية اليشرطية في لبنان، وأمين سر جمعية الحجاج في لبنان، وأمين سر الجمعية الوطنية الإسلامية الخيرية لمنطقة الزيدانية، وأمين عام رابطة لجان المساجد، ومدير مجلس العلماء في بيروت، ومدير المدرسة الأزهرية الإسلامية، وأمين سر جميعة مؤاساة السجين.

## مؤلفاته
وضع الشيخ أحمد عساف عددًا من المؤلفات، منها:
- «قبسات من حياة الرسول»، صدر عام 1977.[1]
- «خلاصة الأثر في سيرة سيد البشر»، صدر عام[5] 1978.
- «قصص من التنزيل»، صدر عام 1981.[6]
- «الحلال والحرام في الإسلام»، صدر عام 1981.[7]
- «الأحكام الفقهية على المذاهب الإسلامية الأربعة قسم العبادات»، صدر عام 1983.
- «الأحكام الفقهية على المذاهب الإسلامية الأربعة قسم المعاملات»، صدر عام 1983.
- «بغية الطالبين من إحياء علوم الدين»، صدر عام 1988.

## اغتياله
اغتيلَ الشيخ أحمد عساف في 26 نيسان (أبريل) 1982 ميلاديًا الموافق 3 رجب 1402 هجريًا على بعد 6 أمتار من مسجد عائشة بكار، ودفن في مقبرة الباشورة، وعمَّ الإضراب الشامل في لبنان استنكارًا لعملية اغتياله. عقد مجلس الوزراء اللبناني آنذاك جلسةً قرر بموجبها إحالة قضية اغتيال الشيخ أحمد عساف إلى المجلس العدلي اللبناني.
تذكر «موسوعة أحداث الحرب اللبنانية» أنَّ الشيخ أحمد عساف قد اغتيل برصاص مسلحين طاردوه بعد خروجه من مسجد المركز الإسلامي في محلة عائشة بكار، كما تُشير إلى قول صائب سلام «القضية خطيرة جدًا جدًا، لأنَّ اغتيال الشيخ أحمد عساف يعتبر عند المسلمين اليوم محاولة لاغتيال الإرادة الإسلامية الجماعية التي برزت في الفترة الأخيرة». وكان قد اجتمع رئيس الحكومة شفيق الوزان والرؤساء السابقون للحكومة في دار الإفتاء، وأصدروا بيانًا استنكر وأدان جريمة الاغتيال، كما حصل إضرابٌ عام يوم 28 نيسان (أبريل) 1982 تعبيرًا عن استنكر هذا الاغتيال.
يذكرُ كتاب «جورج حاوي يتذكر: الحرب والمقاومة والحزب» أنهُ «وجه إلينا بعضهم تهمة اغتيال الشيخ أحمد عساف لكن هذه التهمة لم تنطل على أحد».